# Lustrochernes brasiliensis
Lustrochernes brasiliensis är en spindeldjursart som först beskrevs av Daday 1889.  Lustrochernes brasiliensis ingår i släktet Lustrochernes och familjen blindklokrypare. Inga underarter finns listade i Catalogue of Life.